# Historia del Metro de la Ciudad de México

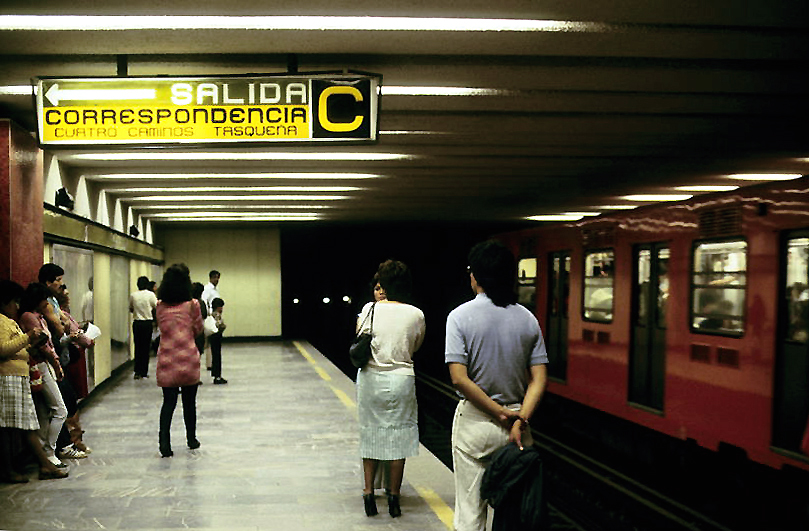
Tren modelo NM-73 en la estación Hidalgo de la Línea 3 en 1986.

El Metro de la Ciudad de México es el sistema de transporte colectivo subterráneo y superficial que opera en la capital mexicana y su área metropolitana. Inaugurado en 1969, representa la mayor obra de infraestructura de transporte público en la historia urbana de la ciudad y ha estado estrechamente vinculado a los procesos de urbanización, industrialización y expansión metropolitana del siglo XX.

## Antecedentes
A finales del siglo XIX y principios del XX, el principal medio de transporte en la Ciudad de México eran los tranvías de tracción animal, que en 1900 se consolidaron como el primer sistema formal de transporte público. Para 1917, el sistema ya contaba con 14 líneas y eran fundamentales para el traslado de obreros a las nacientes zonas industriales de Tlalpan, Azcapotzalco y Tlalnepantla. A partir de la década de 1920, los camiones de pasajeros comenzaron a competir con los tranvías, destacando por su flexibilidad para adaptarse al crecimiento periférico de la ciudad. Para 1940, el número de autobuses ascendía a 2,502 unidades, superando ampliamente las 500 unidades de tranvías. Este dominio se consolidó tras la Segunda Guerra Mundial, con subsidios estatales y la nacionalización de los tranvías, además de la concesión a empresas privadas como la Alianza de Camioneros.
En la década de 1940, el automóvil particular también ganó relevancia, aunque su uso se restringía principalmente a las clases medias y altas. Durante los años 50, el transporte público fue insuficiente para atender la demanda creciente, mientras que el uso del automóvil particular comenzaba a saturar las vías urbanas.
El acelerado proceso de industrialización entre 1950 y 1960 provocó una expansión urbana sin precedentes, con un crecimiento del sector industrial del 96% en ese periodo. El área metropolitana absorbió grandes contingentes de población, especialmente en delegaciones periféricas y municipios conurbados como Naucalpan, Tlalnepantla y Ecatepec. Para los años sesenta, la Ciudad de México concentraba el 48% de la producción industrial nacional y el 47.4% del empleo industrial. Este crecimiento generó una demanda creciente de movilidad intraurbana, especialmente para los sectores populares que residían en la periferia y trabajaban en el centro, evidenciando la necesidad de modernizar y ampliar el sistema de transporte público.

## Propuestas iniciales
Desde 1958, la empresa mexicana Ingenieros Civiles Asociados (ICA) desarrolló un anteproyecto denominado Estudio de Vías Rápidas para la Ciudad de México, que sirvió como base para la planificación del Metro. Sin embargo, el proyecto enfrentó reiteradas negativas y obstáculos económicos, sociales, técnicos y políticos. Por una parte, el proyecto enfrentaba la oposición del entonces regente Ernesto Uruchurtu, conocido como el «regente de hierro», quien temía que el Metro promoviera un crecimiento urbano descontrolado. Esta postura se mantuvo hasta el cambio de gobierno en 1966, con la llegada de Alfonso Corona del Rosal como regente, quien permitió retomar el proyecto.
Entre los principales desafíos se encontraban la incertidumbre sobre la financiación de la obra, la resistencia de los comerciantes del centro de la ciudad y las dificultades técnicas derivadas de la composición del subsuelo, altamente arcilloso y con elevados niveles freáticos. Además, la actividad sísmica de la región suponía riesgos adicionales para la construcción de túneles y estaciones.
La superación de estos retos fue posible gracias a la asesoría técnica y financiera internacional, en particular de la Société Générale de Traction et d’Exploitation de París y la Société Française d’Études de Réalisations de Transports Urbains. Los estudios formales comenzaron en 1966.

## Etapas de construcción

### Primera etapa (1967-1972)

#### Creación del Sistema de Transporte Colectivo
El proyecto de Metro fue formalmente autorizado el 29 de abril de 1967 mediante un decreto presidencial firmado por el presidente Gustavo Díaz Ordaz, que creó el Sistema de Transporte Colectivo (STC). El STC se estableció como un organismo público descentralizado adscrito al Departamento del Distrito Federal, con autonomía técnica y financiera para diseñar, planear, construir, operar y mantener el sistema de transporte masivo.

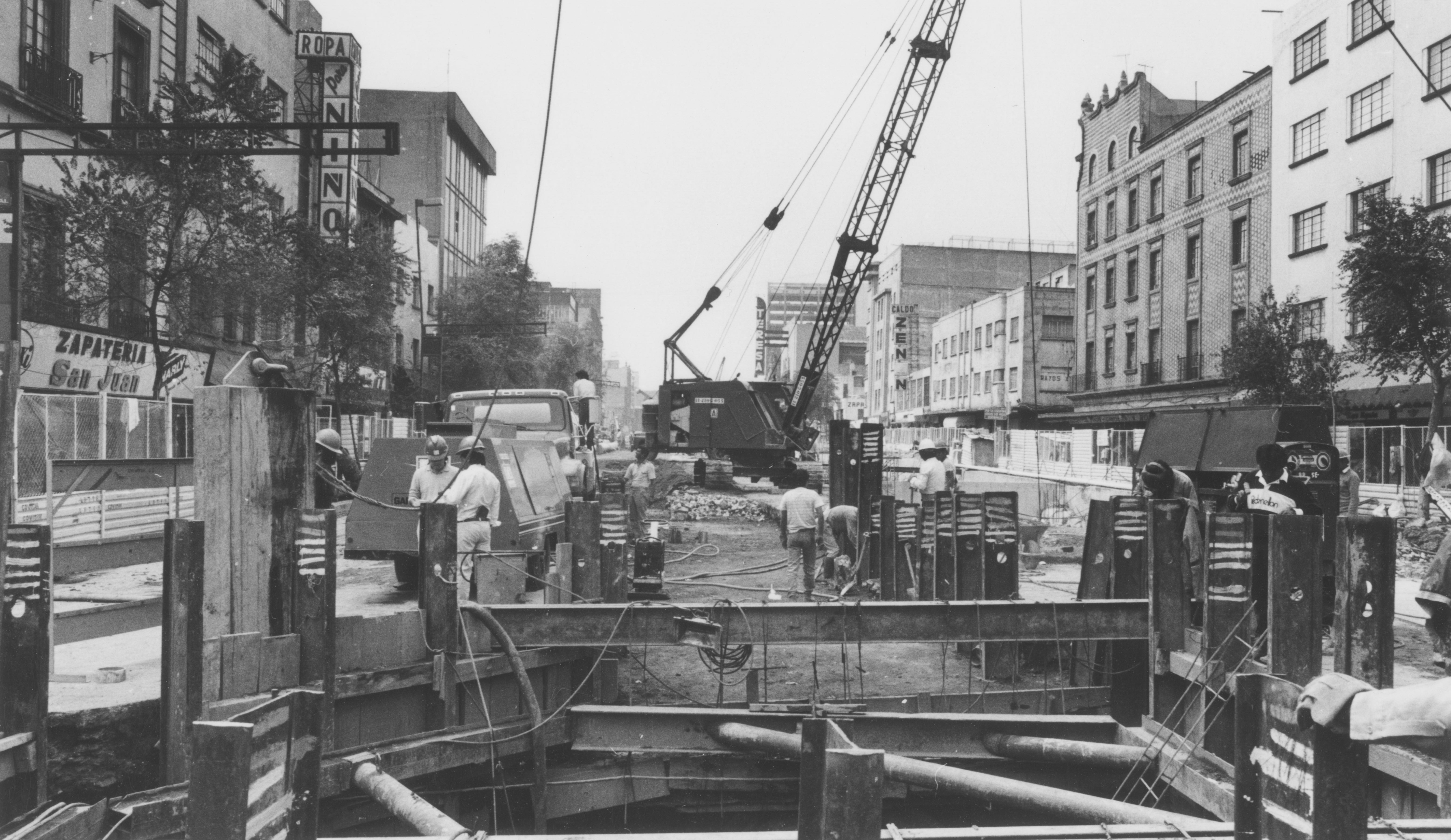
Construcción de la Línea 1 en la avenida Bucareli

La construcción comenzó oficialmente el 19 de junio de 1967, con una ceremonia encabezada por el regente Corona del Rosal. La ejecución de la obra estuvo a cargo de diez compañías mexicanas, lideradas por la empresa ICA, encargada del diseño conceptual, construcción y entrega del proyecto, además de la producción de trenes mediante su subsidiaria Concarril. La cooperación técnica internacional fue fundamental, proveniente de empresas francesas como Alstom y del Metro de París, que aportaron experiencia en sistemas ferroviarios urbanos.
Para superar los retos técnicos del suelo pantanoso y la sismicidad, se emplearon métodos constructivos avanzados, como el sistema de corte y cubierta, que permitió excavar, construir y cubrir túneles en tiempo récord, restaurando rápidamente el tráfico en superficie. Se tomaron en cuenta factores críticos como evitar la humedad por filtraciones de agua freática, la sensación claustrofóbica, la falta de iluminación y el uso de materiales difíciles de mantener. Uno de los retos técnicos más notables fue la necesidad de construir edificios con peso suficiente sobre ciertas estaciones para compensar el bajo peso del material removido, como en el caso de las torres del conjunto Pino Suárez, cuya gran altura no solo respondía a una función arquitectónica sino también a un propósito técnico de estabilización del subsuelo.
El diseño de las líneas fue cuidadosamente planeado para minimizar contingencias. Sin embargo, durante la construcción de la estación Pino Suárez se descubrió un adoratorio mexica dedicado a Ehécatl, dios del viento, que fue integrado al diseño de la estación. También se encontraron restos de un mamut, exhibidos actualmente en la estación Talismán.
Durante esta etapa participaron entre 1,200 y 4,000 especialistas, así como aproximadamente 48,000 obreros, 4,000 técnicos y 3,000 administradores, lo que permitió un ritmo de construcción de aproximadamente un kilómetro de línea por mes, un récord mundial en ese momento. El trazo inicial comprendió 12.6 km y 16 estaciones, desde Chapultepec hasta Zaragoza. La obra civil fue la más grande en la historia de la ciudad hasta ese momento, con un costo total aproximado de 2,530 millones de pesos, financiados con un crédito francés de 1,630 millones y 900 millones aportados por el Departamento del Distrito Federal.

#### Diseño de estaciones
Para asegurar una unidad estilística en todo el sistema y evitar posibles conflictos derivados de la intervención de múltiples arquitectos, la dirección del proyecto decidió constituir un equipo principal conformado por jóvenes arquitectos. No obstante, ciertas estaciones específicas fueron diseñadas por arquitectos reconocidos, entre ellos Félix Candela, Salvador Ortega y Enrique del Moral. Asimismo, la selección de colores y materiales contó con la asesoría del arquitecto Luis Barragán. Particularmente destacables son las estructuras paraboloides hiperbólicas diseñadas por Félix Candela, presentes en las estaciones Candelaria, Merced y San Lázaro. Estas estructuras optimizan el uso del espacio cubierto empleando una cantidad mínima de material, al tiempo que proporcionan áreas amplias para el tránsito de los usuarios. La estación Insurgentes se caracterizó por integrar elementos arquitectónicos modernos con motivos propios de la tradición indígena y colonial.
Los materiales empleados en la construcción del Metro estuvieron sujetos a criterios de funcionalidad y disponibilidad nacional. Se optó por aquellos que ofrecieran resistencia al desgaste, a la vez que mantuvieran una apariencia estética considerada duradera. La incorporación de tecnologías contemporáneas incluyó elementos como escaleras eléctricas, puertas automáticas y torniquetes para control de acceso.

#### Apertura de las líneas 1, 2 y 3

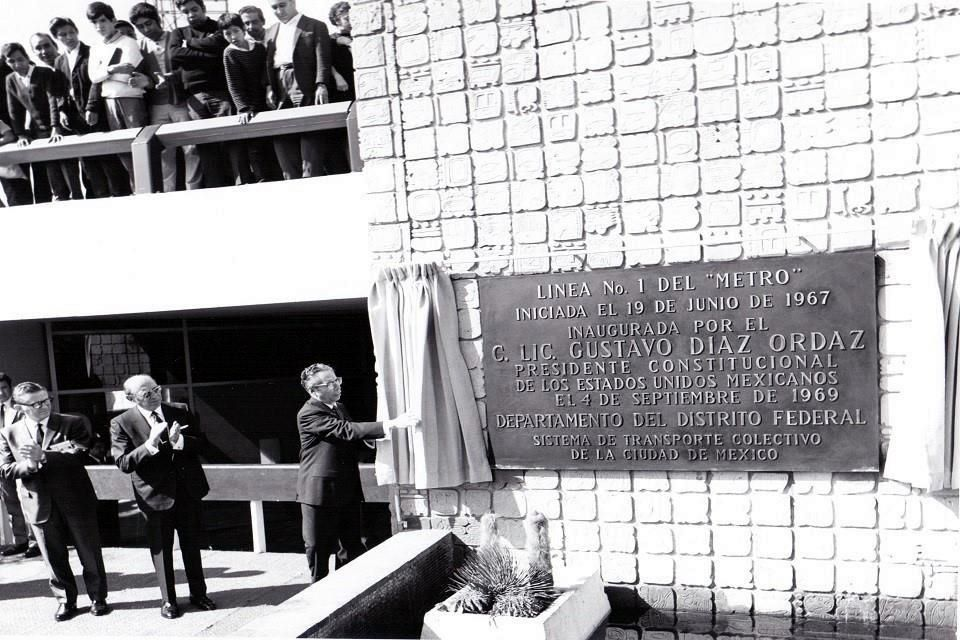
El presidente Gustavo Díaz Ordaz inaugurando la Línea 1 el 4 de septiembre de 1969

El 4 de septiembre de 1969, el presidente Gustavo Díaz Ordaz y el regente Alfonso Corona del Rosal inauguraron formalmente la Línea 1, que conectaba la Calzada Zaragoza con el bosque de Chapultepec. El tren inaugural, modelo MP-68 fabricado por Alsthom, fue decorado con franjas tricolores y el escudo nacional mexicano. El servicio comenzó a operar al día siguiente, 5 de septiembre, a las 5:58 horas, con gran afluencia de usuarios.
Durante el segundo semestre de 1970, se inauguró la Línea 2 en su tramo Pino Suárez - Taxqueña, con 9.5 kilómetros y 11 estaciones, aprovechando la antigua vía del tranvía de la calzada de Tlalpan, lo que permitió acelerar su construcción y minimizar afectaciones. Esta línea entró en operación el 1 de agosto de 1970, antes de finalizar el sexenio de Gustavo Díaz Ordaz. Semanas después se completó su ampliación hasta Tacuba. Casi cuatro meses después, el 1 de diciembre, se inauguró la Línea 3, que cubría el tramo de Tlatelolco al Hospital General, con 4.8 kilómetros y siete estaciones. En total, esta red inicial comprendió 42.4 kilómetros y 48 estaciones.

### Segunda etapa (1977-1982)

#### Congelamiento de la expansión durante el sexenio de Echeverría
A pesar del continuo crecimiento demográfico y territorial de la Ciudad de México, el gobierno federal decidió detener la ampliación del Metro durante el sexenio de Luis Echeverría. En lugar de continuar con la construcción de nuevas líneas, se impulsó el transporte automotor y se incrementaron los subsidios a la industria automotriz.
Durante este periodo, la demanda del Metro creció rápidamente, superando el límite máximo de un millón 550 mil pasajeros diarios en 1973 y alcanzando 2.3 millones en 1977, lo que saturó el sistema hasta en un 66 %. Esta saturación provocó un aumento significativo en los accidentes y fallas operativas, incluyendo una colisión de trenes en 1975, uno de los accidentes más graves en la historia del Metro, con 45 víctimas mortales causado por fallas en el sistema de seguridad.
Además, la dependencia tecnológica extranjera, principalmente francesa, limitó la capacidad del sistema para sustituir importaciones de equipo técnico y material rodante, lo que dificultó la autogestión y expansión del Metro.

#### Institucionalización y expansión durante el auge petrolero
A partir de 1977, la construcción del Metro experimentó cambios institucionales y técnicos significativos. Con la llegada del auge petrolero y la renegociación de la deuda del Departamento del Distrito Federal (DDF), se retomó la ampliación del Metro como parte de un proyecto integral para racionalizar el caos vial y de transporte de la ciudad, considerado uno de sus principales problemas. Hasta ese momento, el Sistema de Transporte Colectivo había sido responsable tanto de la construcción como de la operación y explotación del sistema, en colaboración con ICA. Sin embargo, en 1977 se creó la Comisión Técnica Ejecutiva del Metro, encargada de la construcción de las ampliaciones de la red. Posteriormente, el 15 de enero de 1978, se creó la Comisión de Vialidad y Transporte Urbano (Covitur) dentro de la Secretaría de Obras y Servicios, organismo que asumió la responsabilidad de proyectar, programar, construir, supervisar las obras de ampliación, adquirir equipos y entregar instalaciones para el Metro. Por su parte, el STC se especializó en la operación y mantenimiento del sistema. Este esquema fue respaldado legalmente por la Ley Orgánica del Departamento del Distrito Federal de 1978, que estableció a Covitur como órgano con atribuciones específicas para actualizar el Plan Maestro del Metro y ejecutar nuevas líneas.
Covitur elaboró el Plan Rector de Transporte en el Distrito Federal, aprobado en 1980, que estableció una visión integral para el desarrollo del transporte público, considerando aspectos urbanos y ambientales. Este plan consolidó al Metro como la columna vertebral del transporte público en la ciudad y dio origen al Plan Maestro del Metro, documento técnico fundamental para la planeación y diseño de las nuevas líneas. Este plan fue actualizado en 1985 y 1996, siempre con la participación de ICA.
El Plan Maestro del Metro contempló la construcción y desarrollo de nuevas líneas, mientras que el Plan Vial del DDF se enfocó en articular el sistema vial mediante la construcción de 34 ejes viales, circuitos internos y periféricos, y la creación de estacionamientos para vehículos particulares. Esta estrategia buscó descongestionar el centro histórico y fomentar el uso del transporte colectivo.
Simultáneamente, se impulsó la reestructuración del transporte colectivo, con la ampliación de la red de trolebuses y la creación de la empresa Transportes Línea Ruta 100, que incorporó mil unidades para complementar al Metro. En 1979 se implementaron 17 ejes viales con carriles exclusivos para transporte colectivo, y en 1980 se añadieron 97.5 kilómetros adicionales. El DDF introdujo terminales de intercambio modal y adaptó algunas vialidades para integración con autobuses, aunque proyectos paralelos de trolebuses quedaron inconclusos.

#### Ampliación de línea 3 y construcción de las líneas 4 y 5
Mediante su subsidiaria Concarril, ICA logró un 92 % de componentes nacionales en la producción de vagones para 1980, reduciendo la dependencia de importaciones francesas del 100 % inicial al 8 %. Concarril entregó su primer lote en diciembre de 1975 y para 1985 había suministrado más de mil unidades, consolidándose como proveedor principal durante las siguientes dos décadas.
Este modelo de coordinación público-privada y especialización técnica resultó decisivo para consolidar la red del Metro y sirvió de base para su crecimiento en etapas posteriores. Durante este periodo, la Línea 3 se extendió hacia el norte hasta Indios Verdes y hacia el sur hasta Emiliano Zapata, conectando zonas industriales y populares. Como parte de esta extensión, se inició la construcción de las líneas 4 y 5, a cargo de la empresa Ingeniería de Sistemas de Transporte Metropolitano, parte del consorcio ICA. En 1981 se inauguraron los primeros tramos Candelaria - Martín Carrera de la línea 4 y Pantitlán - Consulado de la línea 5, vinculando el oriente de la ciudad y municipios conurbados como Nezahualcóyotl. La importancia estratégica del sistema se reflejó también en el aumento de su presupuesto, que pasó de representar el 20 % del gasto en obras públicas del Distrito Federal en 1978 al 60 % en 1982.
La Línea 4 que conectó Martín Carrera con Santa Anita, se construyó principalmente como un viaducto elevado de 7.5 metros de altura debido a la menor densidad de construcciones altas en la zona y su costo fue menor en comparación con las líneas subterráneas. La Línea 5 se desarrolló en tres tramos: Pantitlán a Consulado (inaugurado el 19 de diciembre de 1981), Consulado a La Raza (1 de junio de 1982) y La Raza a Politécnico (agosto de 1982), con vía de superficie entre Pantitlán y Terminal Aérea y tramo subterráneo tipo cajón entre Valle Gómez y Politécnico. En conjunto, estas dos nuevas líneas sumaron un total de 38.72 kilómetros y 32 estaciones. Al concluir esta etapa a finales de 1982, la red del Metro alcanzó una longitud de 79.5 kilómetros, casi el doble de lo construido en la primera etapa, y el número de estaciones aumentó a 80.
No obstante, a pesar de estos avances técnicos y de infraestructura, las líneas 4 y 5 mostraron desde su inauguración una baja captación de usuarios, lo que redujo la eficiencia general del sistema. El diseño de estas líneas se basó en supuestos de movilidad ligados a una ciudad industrial en expansión, enfocándose en áreas de vivienda obrera. Sin embargo, para el momento de su construcción, la ciudad había transitado hacia una economía de servicios, con la demanda de viajes concentrándose en fuerza laboral campesina periférica que se trasladaban hacia los grandes centros de servicios, principalmente en la zona noroeste. Esta transformación económica y social diluyó los flujos de viaje previstos, resultando en líneas subutilizadas aunque técnicamente bien construidas.

### Tercera etapa (1983-1985)

#### Apertura de la línea 6 y 7 y extensión de líneas 1, 2 y 3
La tercera etapa de expansión abarcó desde principios de 1983 hasta finales de 1985, y se caracterizó por ampliaciones en las líneas 1, 2 y 3, además del inicio de dos nuevas líneas, la 6 y la 7. Durante este periodo, la red se incrementó en aproximadamente 35.2 kilómetros y 25 estaciones, aumentando a 105 el total de la red. La Línea 3 se extendió de Zapata a Universidad, con un tramo inaugurado el 30 de agosto de 1983, sumando 6.55 km y 5 estaciones, completando así su trazo actual. La Línea 1 se prolongó de Zaragoza a Pantitlán, inaugurado el 22 de agosto de 1984, añadiendo 2.23 km y 1 estación. La Línea 2 se extendió de Tacuba a Cuatro Caminos, también inaugurado el 22 de agosto de 1984, con 4.01 km y 2 estaciones.
La Línea 6 se construyó con una solución combinada de tipo cajón y superficial. Se inauguró el 21 de diciembre de 1983 con un tramo inicial de El Rosario a Instituto del Petróleo, de 9.3 km y 7 estaciones. La Línea 7, por su parte, corre al pie de la Sierra de las Cruces, fuera de la zona lacustre, por lo que se construyó mediante túnel profundo. Fue inaugurada en tres fases: Tacuba - Auditorio, el 20 de diciembre de 1984, Auditorio - Tacubaya, el 23 de agosto de 1985 y Tacubaya - Barranca del Muerto, el 19 de diciembre de 1985. Con la conclusión de esta línea se añadieron 13.1 km y 10 estaciones a la red del metro.

### Cuarta etapa (1985-1987)

#### Ampliación de líneas 6 y 7 y construcción de línea 9
Durante esta etapa se ampliaron las líneas 6 y 7 y se construyó la Línea 9. La Línea 6 se extendió de Instituto del Petróleo a Martín Carrera, agregando 4.7 km y cuatro estaciones, inaugurada en julio de 1988. La Línea 7 se amplió de Tacuba a El Rosario, con 5.7 km y cuatro estaciones, terminada en noviembre de 1988. La nueva Línea 9, que corre de Pantitlán a Tacubaya, fue construida en dos fases (1987 y 1988), sumando 15.3 km y 12 estaciones. Su trazado paralelo a la Línea 1 tuvo como objetivo descongestionar esta última, especialmente en horas pico. La construcción combinó túneles profundos y viaductos elevados.
Durante este periodo, el Metro consolidó su posición como el sistema de transporte masivo más grande de América Latina y uno de los más extensos del mundo en países en desarrollo. Tras la construcción combinada de 25.6 kilómetros de vías y 20 estaciones nuevas, la red alcanzó una cobertura total de ocho líneas, 141 kilómetros y 125 estaciones en servicio, movilizando diariamente a más de cinco millones de pasajeros.

### Quinta etapa (1988-1994)

#### Modernización del sistema
En la década de 1980 y principios de los noventa, la política de transporte masivo fue objeto de revisión. El Plan Integral de Transporte y Vialidad, implementado durante el gobierno de Carlos Salinas de Gortari (1988-1994), propuso la expansión de la red del Metro en 60 kilómetros, aunque finalmente solo se concretaron 40 kilómetros adicionales. La renegociación de la deuda externa, el saneamiento de las finanzas del Departamento del Distrito Federal y el incremento de la tarifa del Metro permitieron superar parcialmente los obstáculos financieros para la expansión del sistema. Para 1981, los ingresos por tarifas cubrían apenas el 6.5 % de los costos operativos, requiriendo subsidios federales que alcanzaron 4 millones de dólares diarios en 1987, lo que representaba el 10 % del presupuesto de la ciudad. El Metro solo tuvo balance positivo sus primeros dos años. Sin embargo, ajustes graduales —de 20 pesos en 1987 a 300 en 1989— buscaron acercarse al 50 % de los costos operativos.

#### Apertura de la línea A y 8
La quinta etapa de construcción, realizada entre 1988 y 1994, marcó un hito al extender la red hacia el Estado de México con la inauguración de la Línea A, que conecta Pantitlán con La Paz. Esta línea fue diseñada con trenes de ruedas férreas y vías a nivel de superficie, lo que permitió reducir costos de construcción y mantenimiento. La Línea A abrió al público el 12 de agosto de 1991, agregando 17 kilómetros y 10 estaciones, además de contar con talleres y un puesto de control exclusivos.
Durante esta etapa, el trazo original de la Línea 8 fue modificado para evitar daños en edificaciones coloniales y restos arqueológicos del centro histórico, lo que llevó a que no se construyera la estación Zócalo de correspondencia como se había planeado inicialmente. El tramo inicial de esta línea, de Constitución de 1917 a Garibaldi, fue inaugurado el 20 de julio de 1994. Al finalizar esta etapa, la red del Metro alcanzó una extensión de 178.1 kilómetros, con 154 estaciones distribuidas en 10 líneas, tras sumar 37.1 kilómetros y 29 estaciones.

### Sexta etapa (1994-2000)

#### Construcción de la línea B y desafíos administrativos durante la transición política
Los estudios y proyectos para la Línea B comenzaron a finales de 1993, iniciándose la construcción del tramo subterráneo entre Buenavista y Plaza Garibaldi el 29 de octubre de 1994, durante la presidencia de Carlos Salinas de Gortari. La obra se desarrolló en un contexto de transición política en el entonces Distrito Federal, previo a la reforma constitucional de 1996 que permitió, por primera vez, la elección directa del Jefe de Gobierno y la conformación de una Asamblea Legislativa a partir de 1997. Estos cambios dieron lugar a una reestructuración institucional que afectó directamente al transporte de la ciudad. En este contexto se creó la Secretaría de Transporte y Vialidad (Setravi), que sustituyó a la Coordinación General de Transporte (CGT), mientras que la empresa Covitur fue transformada en la Dirección General de Construcción de Obras del Sistema de Transporte Colectivo, adscrita a la Secretaría de Obras del Gobierno del Distrito Federal.
El trazado de la Línea B fue respaldado por el Plan Rector de Transporte y Vialidad, así como por el Plan Maestro del Metro, aunque no figuraba en la versión de 1985 de este último. Su diseño definitivo incluyó modificaciones sobre el terreno debido a protestas vecinales que amenazaban con paralizar los trabajos. La línea se planeó como una ruta de conexión entre la Ciudad de México y el Estado de México, pasando por los municipios de Ecatepec y Nezahualcóyotl. Esto implicó negociaciones con el gobierno del Estado de México, que condicionó su construcción a la realización de obras inducidas para mitigar impactos urbanos y ambientales. La obra civil y el sistema electromecánico fueron adjudicados mediante licitación pública internacional con participación de empresas mexicanas como ICA, Tribasa y Apycsa. Durante ese periodo, ICA atravesaba una crisis financiera que generó incertidumbre sobre su capacidad de cumplimiento. Por otra parte, tras la privatización de Concarril, el propio STC asumió la adquisición del material rodante, lo cual representó un cambio en la estructura tradicional de responsabilidad técnica del proyecto.
La inauguración de la Línea B estaba prevista para 1997; sin embargo, diversos retrasos administrativos, técnicos y políticos retrasaron su apertura. En diciembre de 1997, se contaba con 178 kilómetros de red de Metro en operación, y la Línea B, en su tramo de Buenavista a Ecatepec, estaba en construcción con un avance global del 49 %. La primera fase fue inaugurada el 15 de diciembre de 1999, con trece estaciones entre Buenavista y Villa de Aragón, cubriendo 12.1 kilómetros. La segunda fase se completó el 30 de noviembre de 2000, cuando se abrieron ocho estaciones con 11.5 kilómetros adicionales hasta Ciudad Azteca, completando la línea en toda su longitud, coincidiendo con el final de la gestión del presidente Ernesto Zedillo y la Jefa de Gobierno del Distrito Federal Rosario Robles. Aunque el servicio comenzó a operar parcialmente en 1999, la entrega-recepción definitiva al Sistema de Transporte Colectivo no concluyó hasta 2002. Durante ese periodo, la Secretaría de Obras fue responsable del mantenimiento y operación de la línea, a pesar de no contar con experiencia directa en sistemas ferroviarios, lo que supuso ciertos riesgos operativos. Con la entrada en operación de la Línea B, la red total del Metro se incrementó en un 13%, alcanzando 201.7 kilómetros de vías.

### Séptima etapa (2008-2012)

#### Construcción de la línea 12
En 2007 se iniciaron los estudios y diseños para la construcción de la Línea 12, conocida como la «Línea Dorada», cuyo objetivo era conectar el suroriente con el poniente de la Ciudad de México y atender la creciente demanda de transporte público en esa zona. La línea fue concebida como un proyecto emblemático para celebrar el Bicentenario de la Independencia. El proyecto original contemplaba una línea completamente subterránea, pero durante su ejecución se modificó el trazo para incluir un tramo subterráneo entre las estaciones Mixcoac y Atlalilco, un tramo elevado de Atlalilco a Zapotitlán y un tramo superficial de Zapotitlán a Tláhuac.
La construcción comenzó en 2008 a cargo de la Secretaría de Obras y Servicios del entonces Gobierno del Distrito Federal, con la participación de las empresas ICA, Carso y Alstom. Finalmente, se inauguró el 30 de octubre de 2012 con una longitud total de 25.1 kilómetros y 20 estaciones. Con la incorporación de la Línea 12, la red del Metro llegó a un total de 12 líneas y 195 estaciones.